# Сидорин, Николай Андреевич
Николай Андреевич Сидорин (19 декабря 1911 года — 17 августа 1995 года) — бригадир колхоза «Красный маяк» Минусинского района Красноярского края, Герой Социалистического Труда (1948).

## Биография
Николай Андреевич Сидорин родился в крестьянской семье 19 декабря 1911 года в селе Киндырлык Каратузского района Красноярского края.
В 1934 году переехал в деревню Николо-Петровка, Минусинский район, Красноярский край и начал работать там в колхозе «Красный маяк».
В 1941 году — служба в строительных частях Красной Армии, затем после начала Великой Отечественной войны служил командиром сапёрного батальона в 318 стрелковой дивизии. За время службы был награждён боевыми орденами и медалями.
В 1945 году вернулся в родной колхоз и возглавил там полеводческую бригаду по выращиванию зерновых культур.
В 1946 году работники бригады Сидорина Николая Андреевича получили урожай пшеницы по 16 центнеров с одного гектара. А в следующем году урожай был увеличен до 30 центнеров с гектара.
За большие успехи, достигнутые в получении высоких урожаев и проявленную при этом трудовую доблесть, Указом Президиума Верховного Совета СССР от 10 апреля 1948 года Сидорину Николаю Андреевичу было присвоено звание Героя Социалистического Труда с вручением Ордена Ленина и золотой медали «Серп и молот».
В 1948 году перешёл на работу на звероферму, которая 3 раза была участницей ВДНХ СССР, а Николай Андреевич Сидорин награждался медалями ВДНХ.
Проживал в деревне Николо-Петровка, умер 17 августа 1995 года. Похоронен там же.

## Награды
- Звание Герой Социалистического Труда (10 апреля 1948);
- Медаль «Серп и Молот» (10 апреля 1948) — № 1783);
- Орден Ленина (10 апреля 1948) — № 71050);
- Орден Отечественной войны (11 марта 1985)
- Орден Красной Звезды (15 марта 1943)
- Орден Красной Звезды (27 июня 1943)
- Медаль «За отвагу» (СССР) (31 января 1943 года)
- медали.